# Gustav Breuning

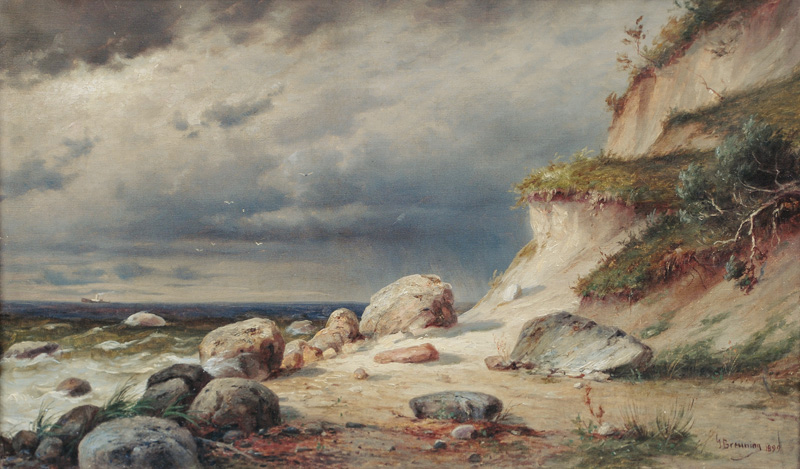
Die Küste von Göhren (Rügen)

Gustav Breuning (* 1828 in Preußisch Stargard; † 1902 in Graudenz) war ein deutscher Landschaftsmaler, der in Graudenz tätig war.
Über seine Jugend und die Malerlehre gibt es keine verlässlichen Angaben. Während der Lehrjahre besuchte er Italien. Er wohnte in Graudenz seit den 1860er Jahren. Er besaß dort sein eigenes Atelier sowie ein Geschäft mit Tapeten und Malerbedarf. Neben den Landschaften malte er religiöse Bilder u. a. für die örtliche evangelische Pfarrkirche. Im Schloss der Familie Bieler in Mełno, (Gemeinde Gruta) schuf er Wandmalereien mit den Ansichten der Burgen des Deutschen Ordens. Seine Werke erschienen auch in Form von Postkarten.
Seine Werke befinden sich im Graudenzer Museum sowie im Westpreußischen Landesmuseum in Münster-Wolbeck.